# الريدانية
قرية الريدانية هي إحدى القرى التابعة لمركز المنصورة في محافظة الدقهلية في جمهورية مصر العربية. حسب إحصاءات سنة 2006، بلغ إجمالي السكان في الريدانية 5701 نسمة، منهم 2890 رجلا و2811 امرأة.

## التاريخ
قرية الريدانية من القرى القديمة، حيث وردت باسم «الريدانية» في أعمال الدقهلية ضمن قرى الروك الصلاحي التي أحصاها ابن مماتي في كتاب قوانين الدواوين، كما وردت باسم «الريدانية» في أعمال الدقهلية والمرتاحية ضمن قرى الروك الناصري التي أحصاها ابن الجيعان في كتاب «التحفة السنية بأسماء البلاد المصرية». وفي العصر العثماني وردت باسم «الريدانية» في التربيع العثماني الذي أجراه الوالي العثماني سليمان باشا الخادم في عصر السلطان العثماني سليمان القانوني ضمن قرى ولاية الدقهلية، وفي تاريخ 1228هـ/1813م الذي عدّ قرى مصر بعد المسح الذي قام به محمد علي باشا باسم «الريدانية» ضمن قرى مديرية الدقهلية.

## طالع أيضًا
- محافظة الدقهلية
- قائمة قرى محافظة الدقهلية
- معركة الريدانية